# Anacanthobatis marmoratus
Anacanthobatis marmoratus là một loài cá trong họ Anacanthobatidae. Nó được tìm thấy ngoài khơi Mozambique và Nam Phi. Môi trường sống tự nhiên của nó là biển mở.